# Ивановское (п/о Арефино)
В Арефинском сельском поселении три деревни Ивановское: эта статья о деревне расположенной в непосредственной близости от Арефино, обслуживаемой почтовым отделением Арефино и обозначаемой в документах как Ивановское (38 км).
Ивановское (в административных документах для отличия от одноименных деревень Ивановское (38 км))— деревня Арефинского сельского поселения Рыбинсково района Ярославской области .
Деревня расположена на севере сельского поселения, на небольшом удалении от правого берега реки Ухра, на запад и ниже по течению реки Ухра от центра сельского поселения села Арефино, практически соприкасаясь с Арефино на восточной околице. С северо-запада от Ивановского протекает небольшой ручей, правый приток Ухры, выше по течению этого ручья и к северу от Арефино стоит деревня Кожевниково .
Деревня Ивановское указана на плане Генерального межевания Рыбинского уезда 1792 года.
На 1 января 2007 года в деревне Ивановское числилось 38 постоянных жителей . Почтовое отделение, расположенное в центре сельского поселения селе Арефино обслуживает в деревне Ивановское 30 домов .